# Magny-le-Désert
Magny-le-Désert és un municipi francès situat al departament de l'Orne i a la regió de Normandia. L'any 2007 tenia 1.439 habitants.

## Demografia

### Població
El 2007 la població de fet de Magny-le-Désert era de 1.439 persones. Hi havia 556 famílies de les quals 112 eren unipersonals (68 homes vivint sols i 44 dones vivint soles), 184 parelles sense fills, 236 parelles amb fills i 24 famílies monoparentals amb fills.
La població ha evolucionat segons el següent gràfic:
Habitants censats

### Habitatges
El 2007 hi havia 635 habitatges, 568 eren l'habitatge principal de la família, 40 eren segones residències i 27 estaven desocupats. 631 eren cases i 3 eren apartaments. Dels 568 habitatges principals, 476 estaven ocupats pels seus propietaris, 84 estaven llogats i ocupats pels llogaters i 8 estaven cedits a títol gratuït; 6 tenien una cambra, 32 en tenien dues, 90 en tenien tres, 155 en tenien quatre i 285 en tenien cinc o més. 415 habitatges disposaven pel capbaix d'una plaça de pàrquing. A 252 habitatges hi havia un automòbil i a 288 n'hi havia dos o més.

### Piràmide de població
La piràmide de població per edats i sexe el 2009 era:
| Homes | Edats   | Dones |
| ----- | ------- | ----- |
| 0     | 95 o +  | 0     |
| 4     | 90 a 94 | 4     |
| 0     | 85 a 89 | 12    |
| 4     | 80 a 84 | 4     |
| 16    | 75 a 79 | 28    |
| 36    | 70 a 74 | 36    |
| 64    | 65 a 69 | 52    |
| 40    | 60 a 64 | 36    |
| 36    | 55 a 59 | 28    |
| 52    | 50 a 54 | 48    |
| 48    | 45 a 49 | 68    |
| 48    | 40 a 44 | 24    |
| 60    | 35 a 39 | 48    |
| 36    | 30 a 34 | 32    |
| 12    | 25 a 29 | 20    |
| 28    | 20 a 24 | 0     |
| 48    | 15 a 19 | 48    |
| 36    | 10 a 14 | 48    |
| 52    | 5 a 9   | 44    |
| 20    | 0 a 4   | 20    |

## Economia
El 2007 la població en edat de treballar era de 931 persones, 697 eren actives i 234 eren inactives. De les 697 persones actives 652 estaven ocupades (352 homes i 300 dones) i 45 estaven aturades (17 homes i 28 dones). De les 234 persones inactives 100 estaven jubilades, 90 estaven estudiant i 44 estaven classificades com a «altres inactius».

### Ingressos
El 2009 a Magny-le-Désert hi havia 574 unitats fiscals que integraven 1.454 persones, la mediana anual d'ingressos fiscals per persona era de 17.567 €.

### Activitats econòmiques
Dels 31 establiments que hi havia el 2007, 3 eren d'empreses extractives, 7 d'empreses de fabricació d'altres productes industrials, 5 d'empreses de construcció, 4 d'empreses de comerç i reparació d'automòbils, 5 d'empreses de transport, 1 d'una empresa d'hostatgeria i restauració, 1 d'una empresa financera, 2 d'empreses de serveis, 1 d'una entitat de l'administració pública i 2 d'empreses classificades com a «altres activitats de serveis».
Dels 6 establiments de servei als particulars que hi havia el 2009, 2 eren tallers de reparació d'automòbils i de material agrícola, 1 guixaire pintor, 1 lampisteria i 2 electricistes.
L'any 2000 a Magny-le-Désert hi havia 54 explotacions agrícoles que ocupaven un total de 2.210 hectàrees.

## Poblacions més properes
El següent diagrama mostra les poblacions més properes.